# ديفيد ستوك
ديفيد ستوك (بالإنجليزية: David Stock)‏ هو موزع وملحن أمريكي، ولد في 3 يونيو 1939 في بيتسبرغ في الولايات المتحدة، وتوفي في 2 نوفمبر 2015.

## وصلات خارجية
- الموقع الرسمي
- ديفيد ستوك على موقع IMDb (الإنجليزية)
- ديفيد ستوك على موقع ميوزك برينز (الإنجليزية)
- ديفيد ستوك على موقع ديسكوغز (الإنجليزية)